# Hutko-Ojînka, Seredîna-Buda
Hutko-Ojînka (în ucraineană Гутко-Ожинка) este un sat în comuna Jîhove din raionul Seredîna-Buda, regiunea Sumî, Ucraina.

## Demografie
Componența lingvistică a localității Hutko-Ojînka
     Rusă (88,04%)
     Ucraineană (11,96%)
Conform recensământului din 2001, majoritatea populației localității Hutko-Ojînka era vorbitoare de rusă (88,04%), existând în minoritate și vorbitori de ucraineană (11,96%).